# Восточный Чампаран
Восточный Чампаран (хинди पूर्वी चंपारण ज़िला; урду مشرقی چمپارن ضلع‎; англ. East Champaran) — округ на северо-западе индийского штата Бихар. Административный центр — город Мотихари. В Мотихари в 1903 году родился писатель Джордж Оруэлл. Площадь округа — 3969 км². По данным всеиндийской переписи 2001 года население округа составляло 3 939 773 человека. Уровень грамотности взрослого населения составлял 37,54 %, что значительно ниже среднеиндийского уровня (59,5 %).